# Niderlandzkie retabula ołtarzowe

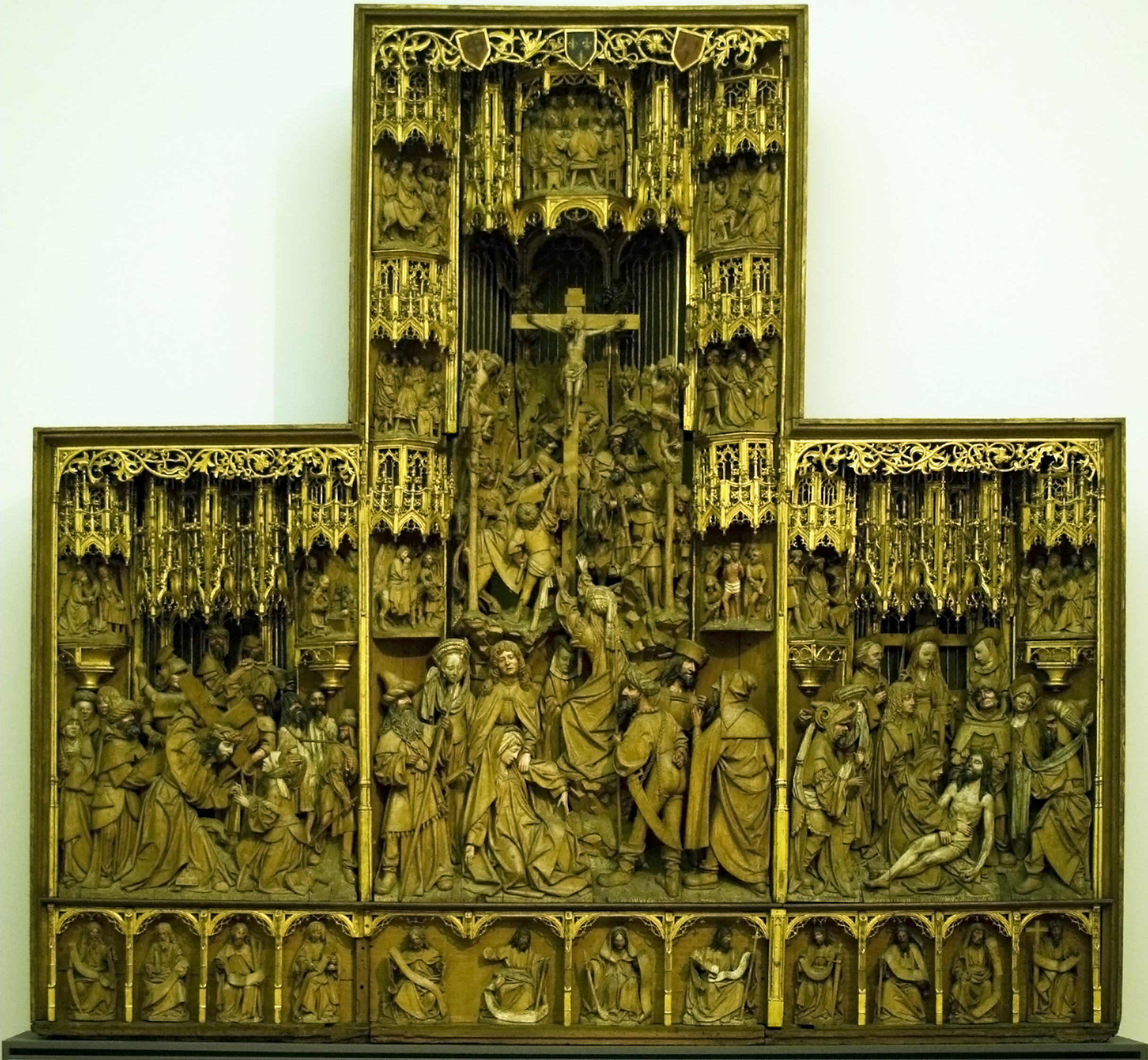
Warsztat antwerpski, środkowa część ołtarza w zbiorach Bode-Museum w Berlinie

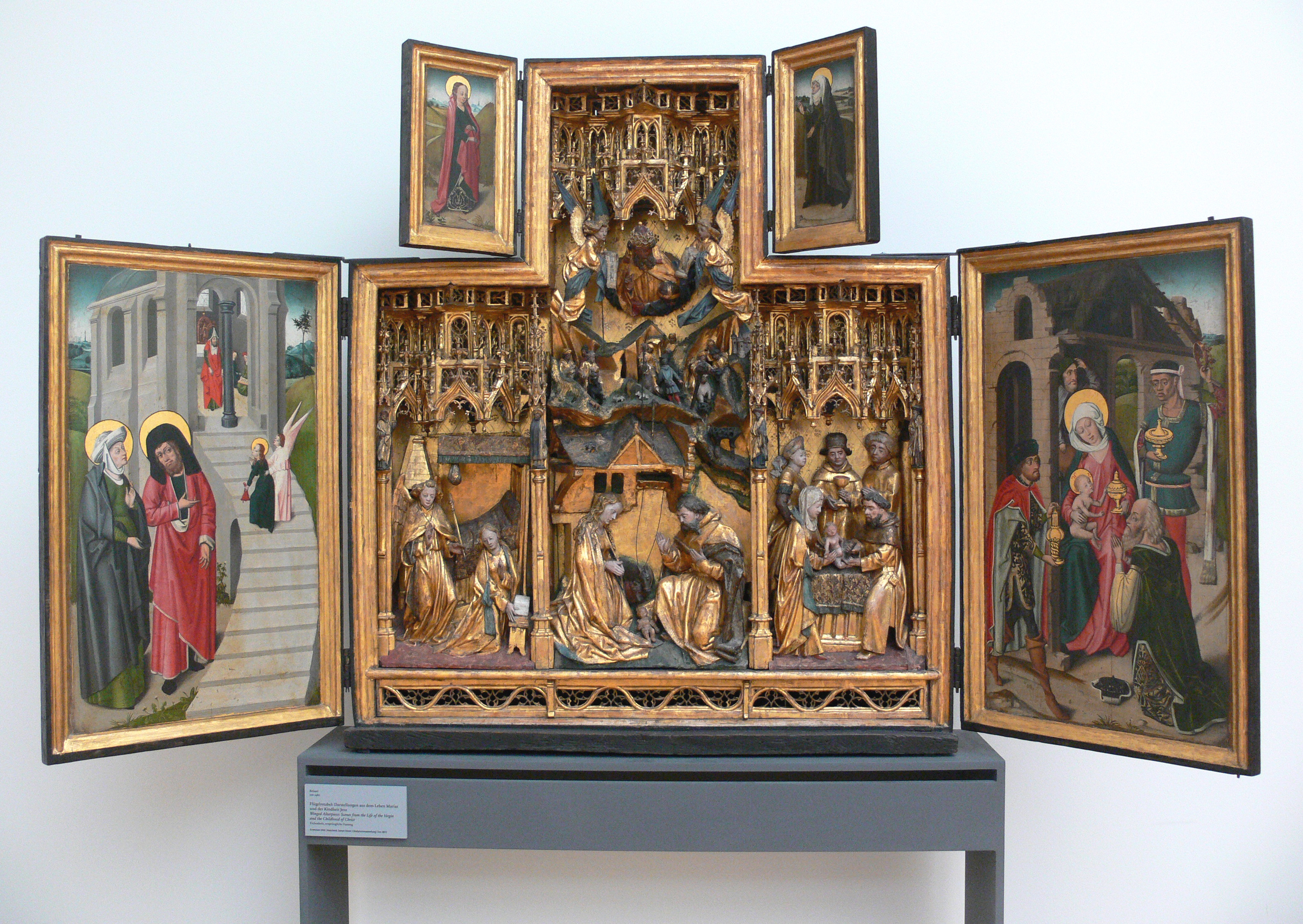
Ołtarz z Megen, ok. 1480, ob. Bode-Museum w Berlinie

Niderlandzkie retabula ołtarzowe – późnogotyckie nastawy ołtarzowe w formie tryptyków i poliptyków tworzących typ charakteryzujący się m.in. zamkniętą kompozycją, narracyjnymi cyklami przedstawień, syntezą snycerstwa i malarstwa.
Tego typu retabula ołtarzowe wykonywano na terenie Niderlandów w okresie późnego gotyku – w XV wieku i pierwszej ćwierci XVI stulecia. Głównym ośrodkiem wyrobu tego typu ołtarzy była przede wszystkim Antwerpia oraz Bruksela i Mechelen. Retabula tego typu były częstokroć wyrobem eksportowym i towarem handlowym, dzięki czemu rozpowszechniły się w pozostałych obszarach Niderlandów, oraz na obszarze całej Europy, w szczególności na terytoriach wokół basenu Morza Bałtyckiego.

## Tło historyczne
Na przełomie XV i XVI wieku, Antwerpia była jednym z najbogatszych miast w północnej Europie. Stało się tak dzięki sprzyjającym warunkom geograficznym i ekonomicznym; u ujścia Skaldy utworzono wielki port, który był miejscem handlu zarówno z krajami północno- jak i południowoeuropejskimi (gł. Anglia i Skandynawia oraz Hiszpania i Portugalia). Oprócz handlu suknem, zbożem i rybami, handlowano dziełami sztuki, głównie tapiseriami, wyrobami złotniczymi i szklanymi.
W II połowie XV wieku głównymi ośrodkami artystycznymi w Niderlandach były Brugia, Bruksela i Tournai, zaś na początku XVI stulecia ma miejsce supremacja Antwerpii. Wcześniej, w 1382 roku artyści niderlandzcy założyli Gildię Św. Łukasza, która na przełomie XV i XVI wieków oprócz malarzy zrzeszała także snycerzy, witrażystów, grafików, drukarzy i tkaczy. W 1460 roku artyści z rąk rajców otrzymali szereg przywilejów handlowych, zaś w 1481 uzyskali prawo do monopolu na produkcję i handel swoimi dziełami. W historycznym centrum miasta, na południe od katedry NMP plac Pand stał się centrum handlu dziełami sztuki.

## Charakterystyka retabulów niderlandzkich

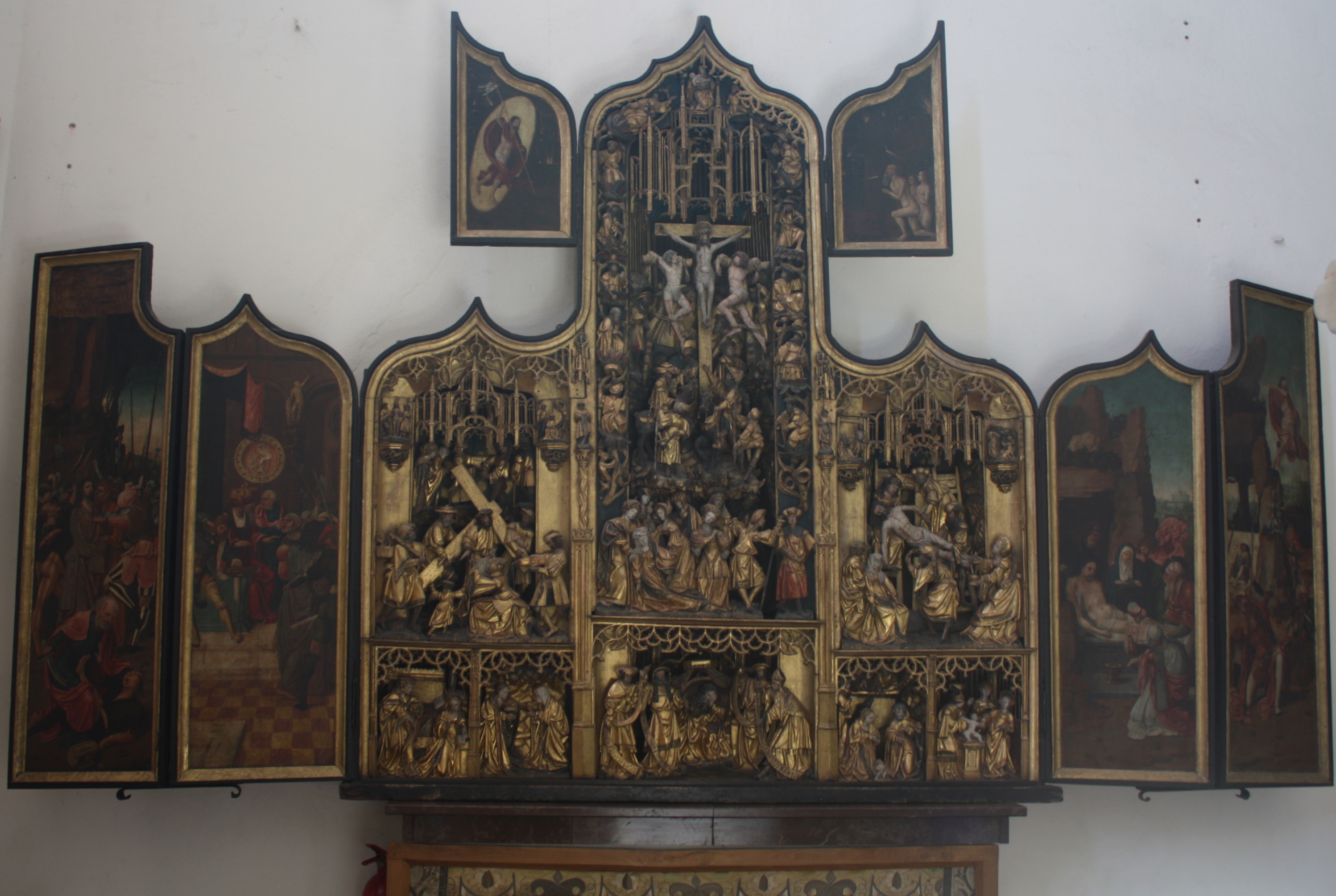
Ołtarz w dawnym kościele Norbertanek w Żukowie (Kaszuby), ok. 1515

Już na początku XV wieku ukształtował się w Niderlandach typ nastawy ołtarzowej, który był preferowany do reformacji, która stanowi końcową cezurę rzeźby ołtarzowej na tym obszarze.

### Forma
Niderlandzkie retabula ołtarzowe łączą uniwersalizm z lokalną specyfiką. Przejęto tradycyjną syntezę sztuk, gdzie w sposób spójny łączy się architekturę z rzeźbą i malarstwem. W Niderlandach ukształtowała się konwencja, gdzie najczęściej środkowa część i predella są bogato rzeźbione, natomiast skrzydła boczne malowane. W niektórych przypadkach rzeźbiono także awersy skrzydeł bocznych, tak by otwarty ołtarz był jednolity od strony technicznej. W poszczególnych grupach rzeźb akcentowano wieloplanowość i przestrzenność kompozycji, płaskie reliefy łączono z pełnoplastycznymi figurami. Kwatery posiadały często oprócz scen figuralnych bogatą dekorację złożoną z różnorodnych motywów architektonicznych. Rzeźby cechowała dbałość o najmniejsze szczegóły, realizm postaci, bogata kostiumologia. W celu podkreślenia narracji treści, każda kwatera była podporządkowana prawu ram, komponującemu czytelny podział retabulum na poszczególne strefy lub osi. W XV wieku wykrystalizował się podział korpusu (części środkowej) ołtarza na trzy pionowe osi lub na dwie strefy horyzontalne. Przeważały formy wertykalne, gdzie akcentowano oś środkową korpusu ołtarza, która była wyższa od pozostałych elementów, stąd też oprócz formy schodkowej, korpus u góry przybierał kształty przypominające łuk kotarowy, łuk wklęsło-wypukły, trójliść lub ośli grzbiet. W przeciwieństwie do retabulów upowszechnionych w niemieckim obszarze językowym zrezygnowano ze zwieńczeń o bogatej dekoracji rzeźbiarsko-architektonicznej. Podstawę stanowiła tradycyjna predella. W malowanych kwaterach normą stylową był późnogotycki realizm, preferowany przez prymitywistów niderlandzkich. Dotyczyło to zarówno postaci, przedstawień figuralnych jak i scenerii, najczęściej architektoniczno-krajobrazowej.

### Główne treści

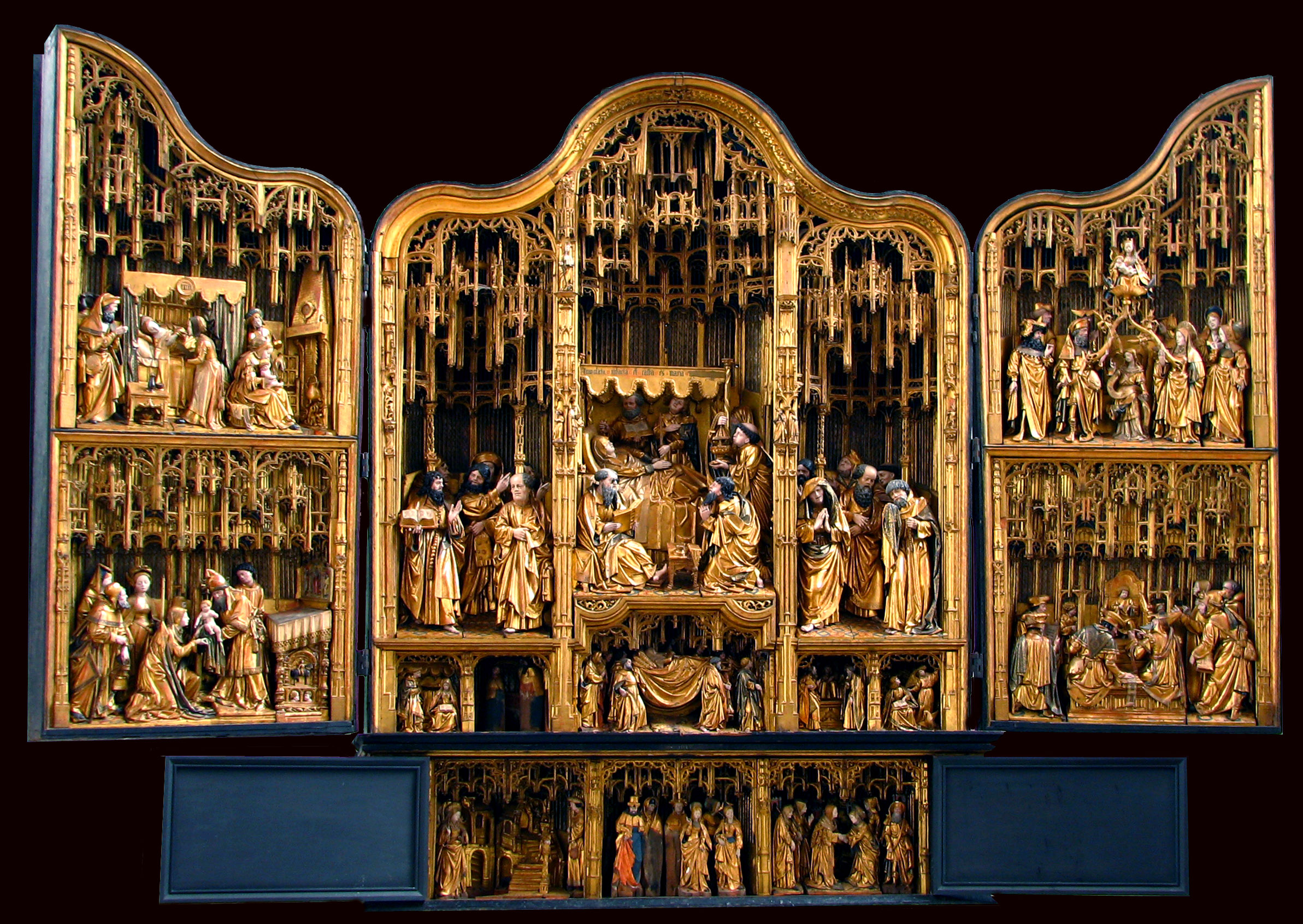
Ołtarz NMP z 1518 w kościele Mariackim w Lubece – pośrodku scena Zaśnięcia NMP

Od strony ikonograficznej przeważały tematy poświęcone Chrystusowi (głównie wątki pasyjne), Marii i świętym. Inspiracją dla cyklów pasyjnych były m.in. misteria, przypominające kluczowe wydarzenia z życia Chrystusa. Stąd też preferowano późnogotycką odmianę Grupy Ukrzyżowania, gdzie Chrystusowi towarzyszy liczny tłum ludzi, wśród nich Dismas i Gismas, Maria i Jan Ewangelista, Maria Magdalena. Przedstawienia figuralne w części środkowej retabulum wielokrotnie powielały schemat, w którym trójpodział podporządkowany był tematowi ukrzyżowania Chrystusa: po lewej stronie Niesienie Krzyża, pośrodku Śmierć na krzyżu, a po prawej stronie Zdjęcie z krzyża (Opłakiwanie) (np. ołtarz w kościele w Żukowie). W lewej części preferowano także scenę Bożego Narodzenia, zaś po prawej Zmartwychwstania. Kluczową rolę w budowaniu treści retabulów pełniły wątki eucharystyczne. Scena z Ostatnią Wieczerzą (która częstokroć wypełniała predellę) była wzbogacana starotestamentowymi prefiguracjami tego tematu: ofiarą Abla, Abrahama i Melchizedeka.
W retabulach ołtarzowych dedykowanych Marii akcentowano najczęściej sceny łączące ludzki i boski wymiar Matki Bożej. Oprócz Nowego Testamentu źródłami ikonografii maryjnej były apokryfy, stąd też preferowano tematy Zaśnięcia (m.in. ołtarz Marii Panny w kościele Mariackim w Lubece), Wniebowzięcia i Koronacji Marii, które często wypełniały centralną część retabulum. Na skrzydłach bocznych preferowano epizody z Żywota Marii, częstokroć inspirowane ówczesnymi prądami mistycznymi i postawami pobożności. W niektórych dziełach epizody życia Marii były łączone z wątkami chrystologicznymi lub hagiograficznymi.
Kluczowymi źródłami dla retabulów dedykowanych świętym były żywoty, których znaczna część została zebrana w Złotej legendzie pióra bł. Jakuba de Voragine. Ze względu na częste paralele z wątkami chrystologicznymi, tematowi męczeństwa świętych towarzyszyły sceny z Pasji Chrystusa (np. ołtarz Św. Adriana w Gdańsku).

## Przykłady

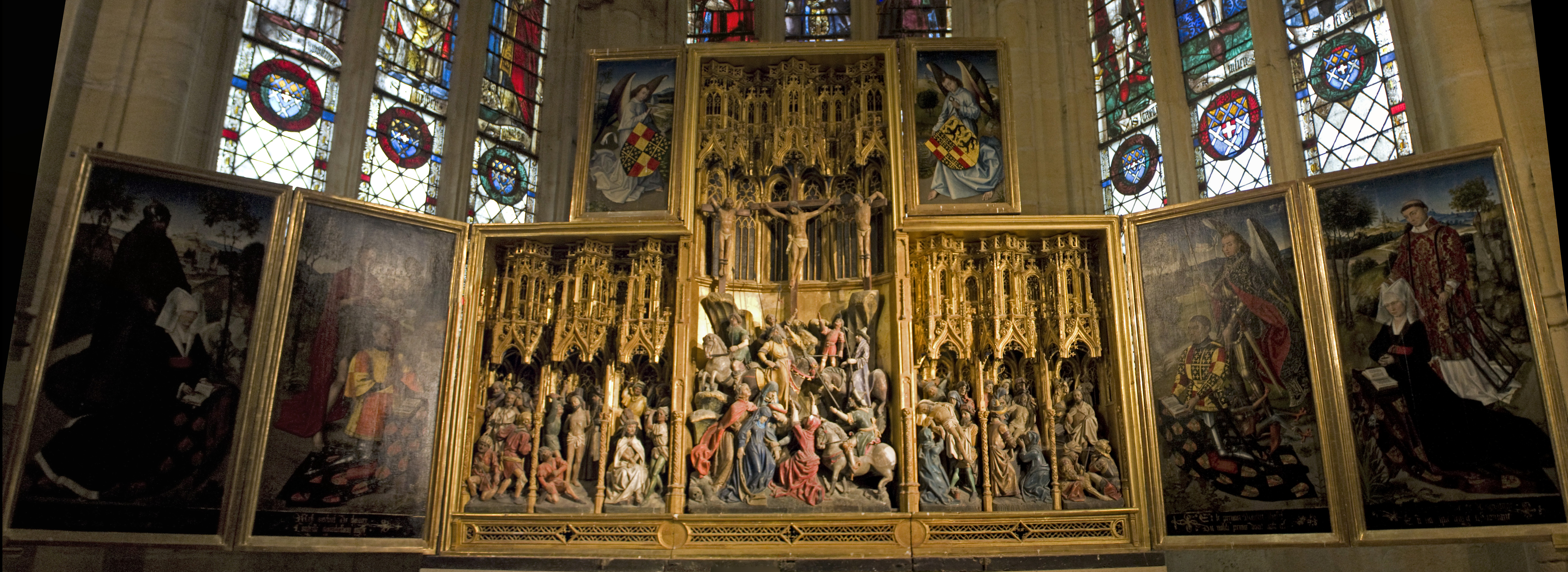
Ołtarz Pasji w opactwie Cystersów w Ambierle, 1466

Do dziś zachowało się kilkaset retabulów ołtarzowych o niderlandzkiej proweniencji. Do najstarszych dzieł zalicza się drewniane retabulum w kościele Sint Salvator w Hakendover w Brabancji, datowane na ok. 1400–1404, w którym pod ozdobnymi baldachimami znajdują się niewielkie reliefy ze scenami pasyjnymi, a nad nimi figurki świętych.
Brukselczyk Willem Ards wykonał retabulum dla kościoła Św. Katarzyny w Schwäbisch Hall. Jan Borman wykonał ołtarze do kościołów w Ambriele w Burgundii i w Leuven, a dzieła związane z tym warsztatem dotarły m.in. do Anglii, Węgier, Skandynawii i Estonii. Nieznani z imienia brukselscy artyści eksportowali ołtarze m.in. do Lubeki, Nadrenii i Westfalii (ołtarze w kościołach w Rheinbergu, Neetze, Groß Grönau, czy w kościele Św. Rajnolda w Dortmundzie).
Położone na północ od Brukseli Mechelen było ośrodkiem produkcji figur Marii z Dzieciątkiem i świętymi, które częstokroć umieszczano w retabulach ołtarzowych, najczęściej służących jako przedmiot pobożności zakonnic i mniszek, które preferowały m.in. kult Dzieciątka Jezus, dziewiczości Marii. Przykładem jest retabulum w Antwerpii (Museum Mayer van der Bergh) z około 1500 roku.
Najwięcej zachowało się tryptyków wykonanych w warsztatach antwerpskich, które eksportowano do krajów basenu Morza Bałtyckiego, m.in. w Aurich we Wschodniej Fryzji, Waase na wyspie Ummanz, w kościele NMP w Lubece, w katedrach w Strängnäs, Västerås, Uppsali (Szwecja), Roskilde (Dania). Kilka dzieł z Antwerpii znalazło się także w Gdańsku i okolicach; w gdańskim kościele NMP znajduje się ołtarz Św. Adriana, zaś ołtarz Św. Rajnolda z malowidłami Joosa van Cleve jest obecnie prezentowany w Muzeum Narodowym w Warszawie. Tamże znajduje się także ołtarz z kościoła parafialnego w Pruszczu Gdańskim. Dobrze zachowane retabulum znajduje się w kościele Norbertanek w Żukowie.

## Galeria

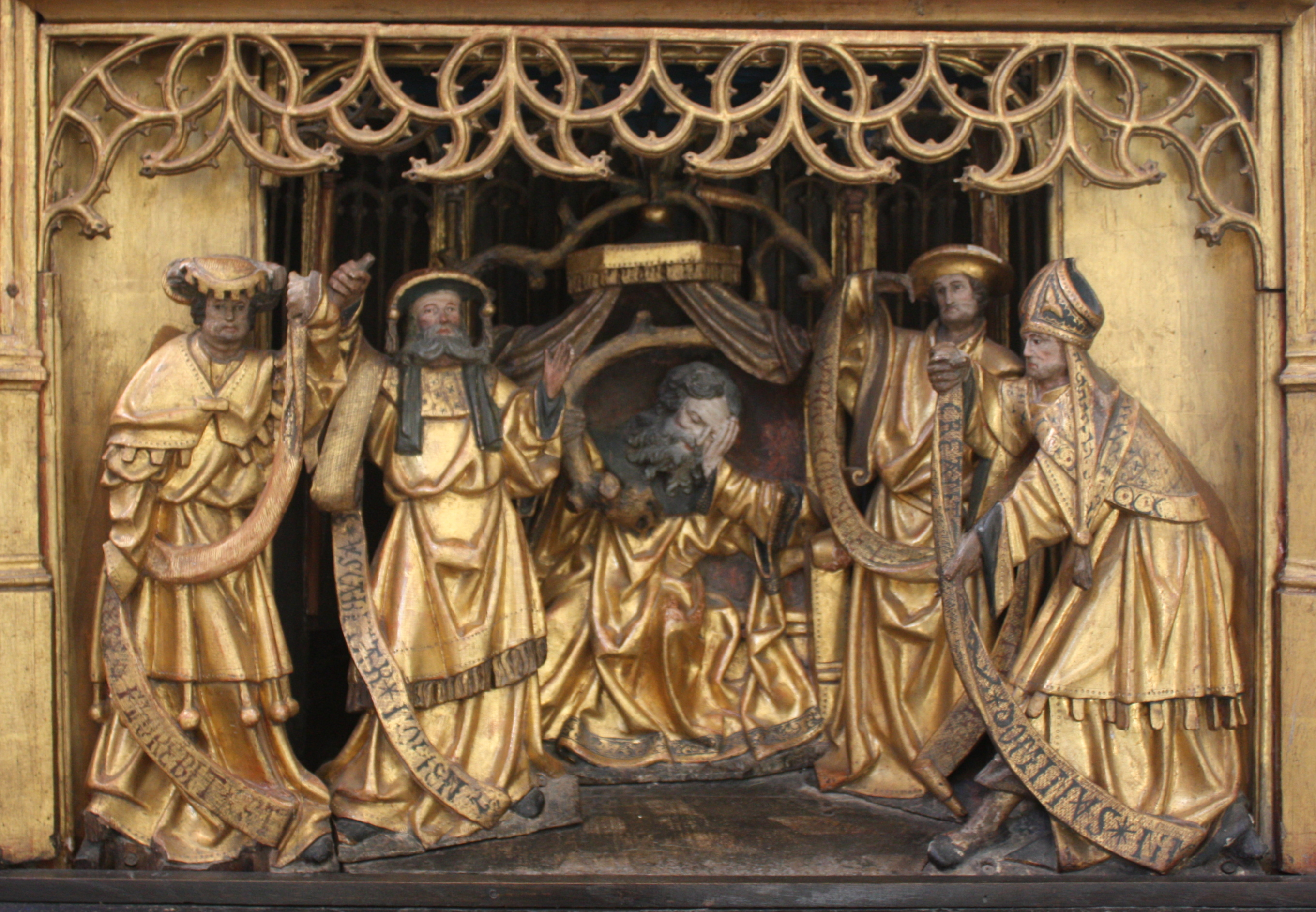
Jesse z Ojcami Kościoła, ok. 1515–1525, fragment predelli retabulum w kościele NMP w Żukowie
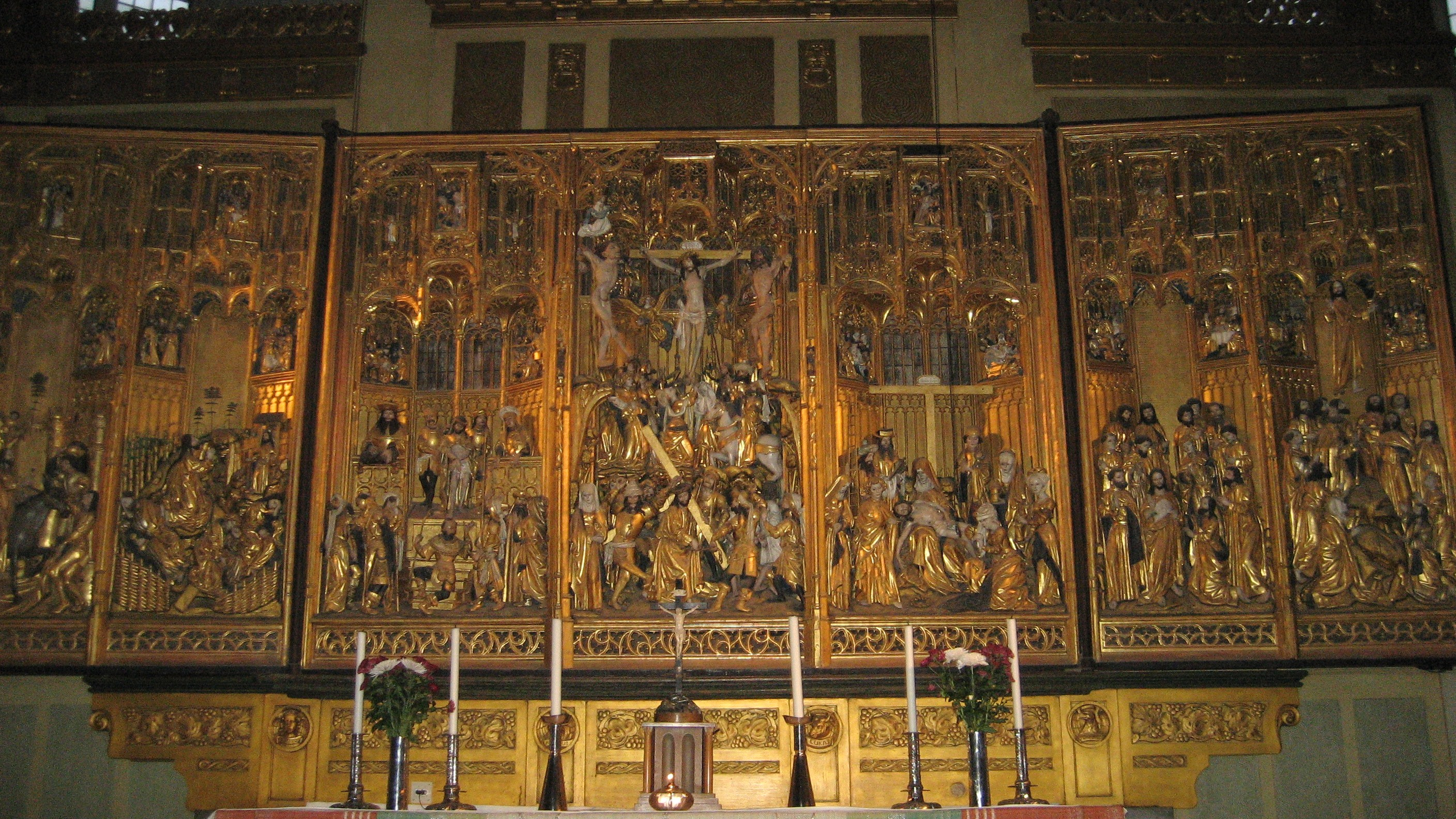
Ołtarz główny w katedrze w Strängnäs (Szwecja)
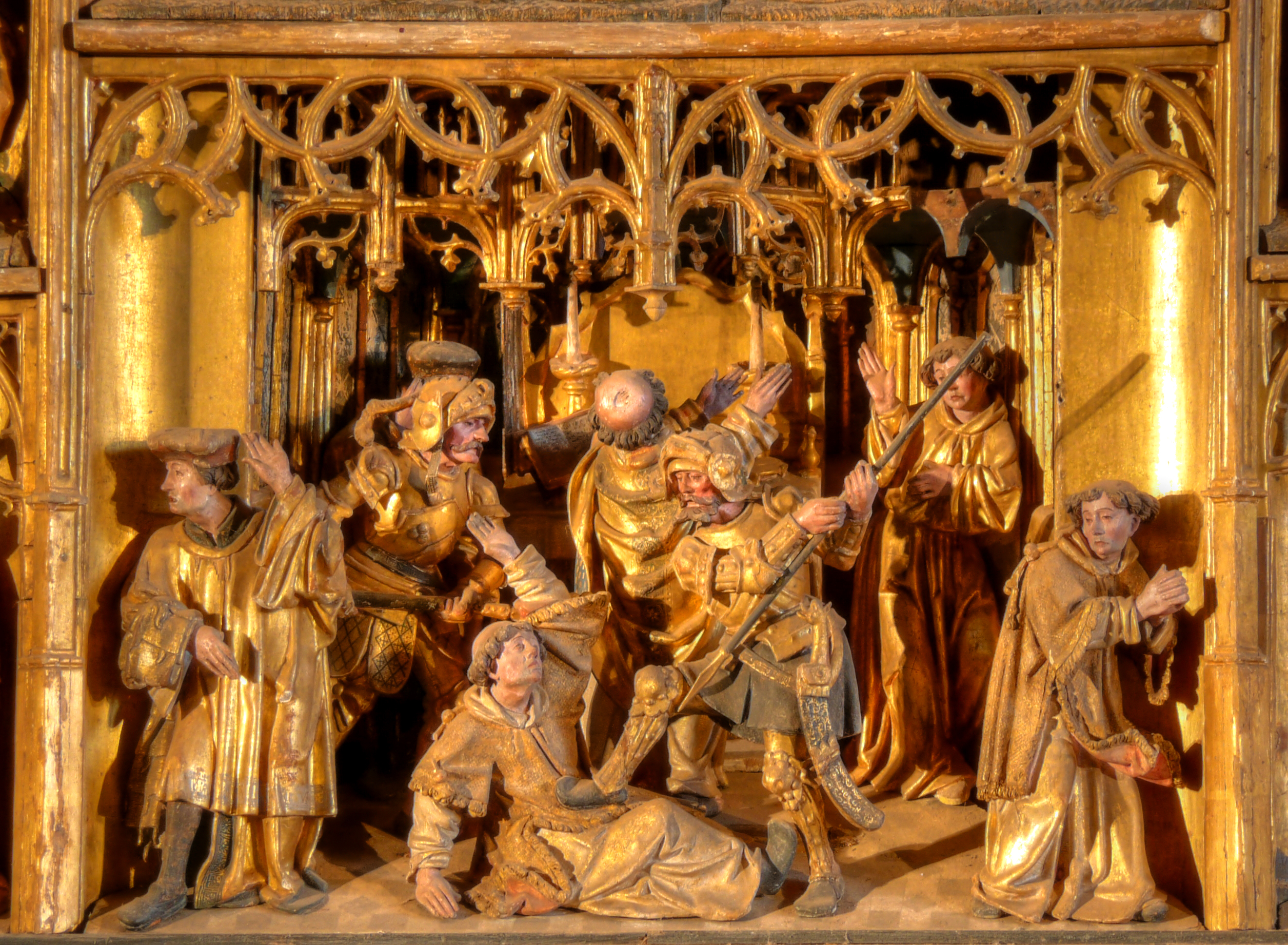
Zabójstwo Tomasza Becketa, fragment retabulum w Waase
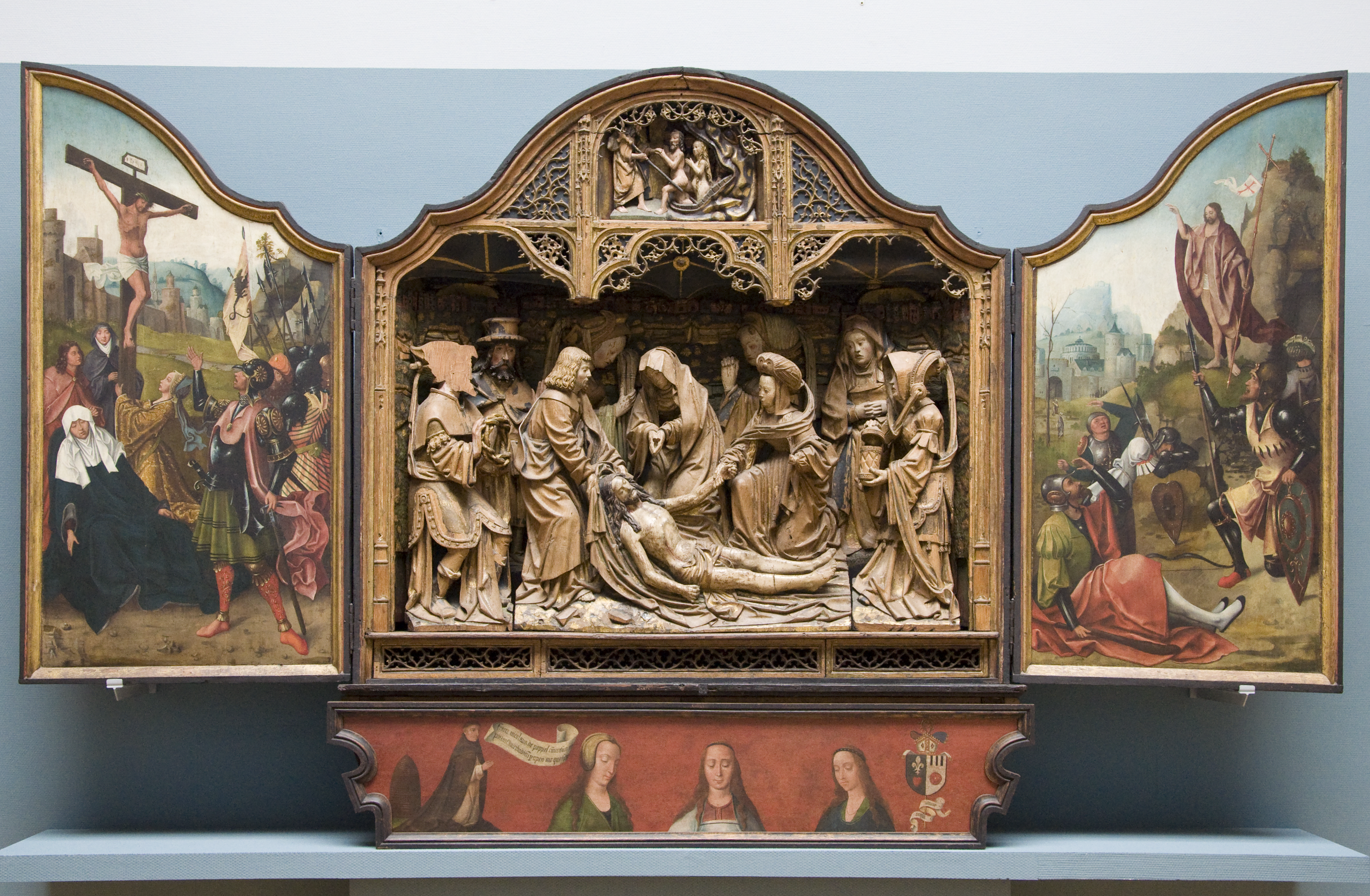
Jacob van Cothem, retabulum z opactwa Averbode

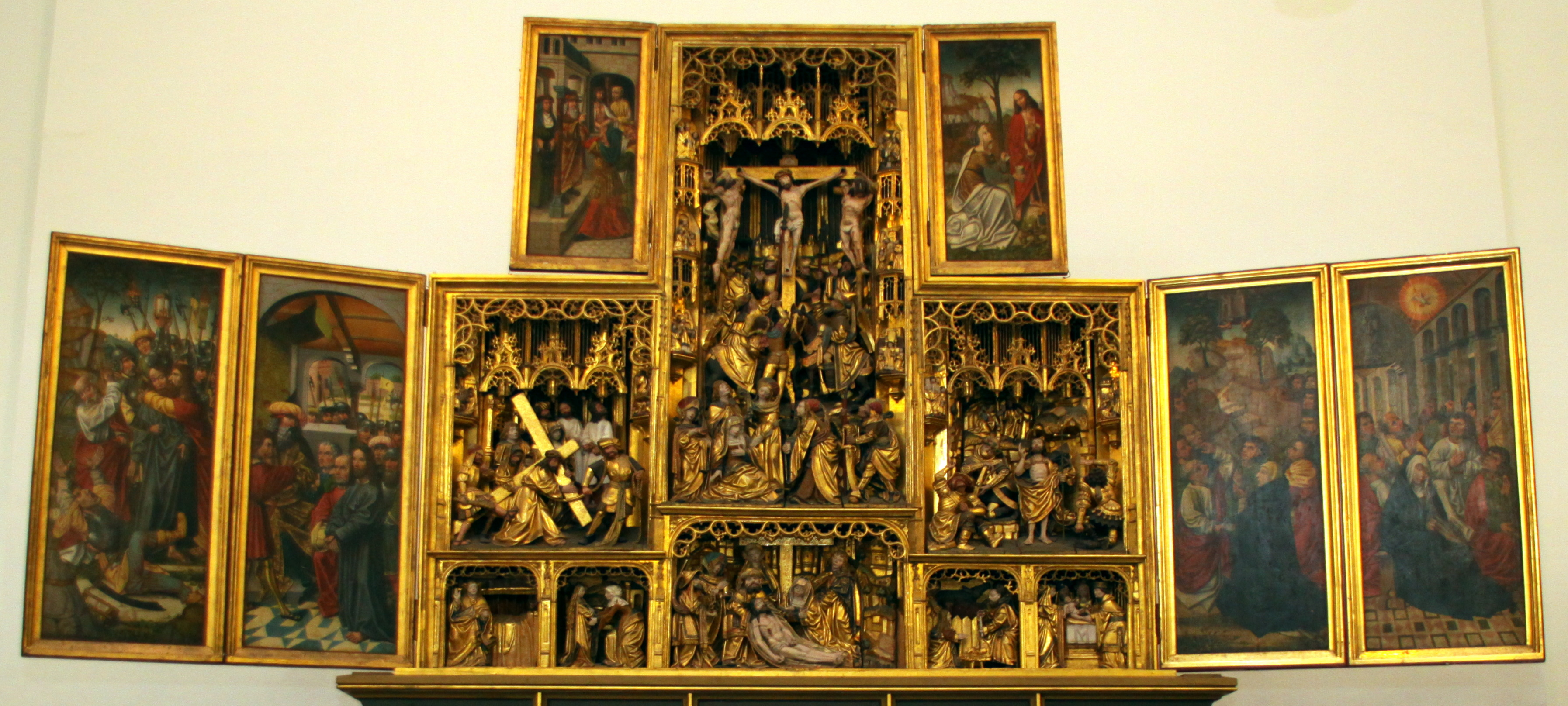
Ołtarz w kościele w Aurich (Wschodnia Fryzja)
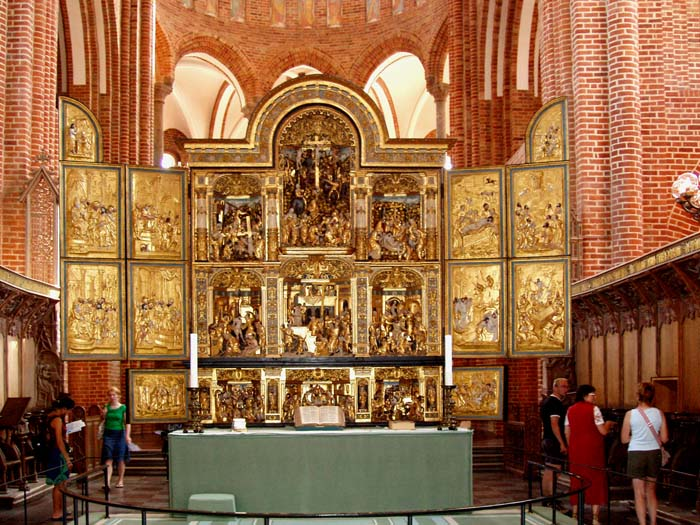
Ołtarz główny katedry w Roskilde, ok. 1560
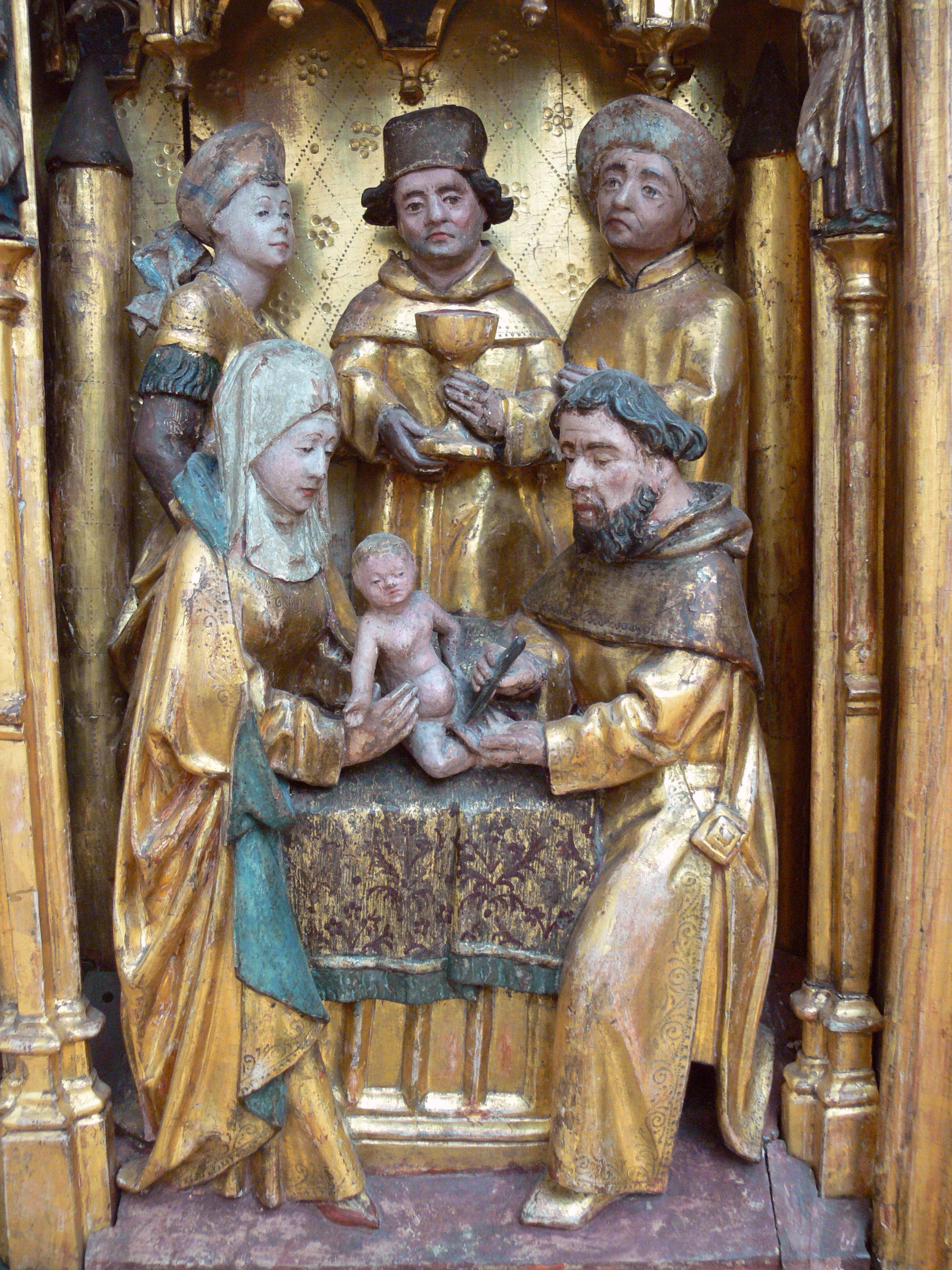
Obrzezanie, Fragment ołtarza z Megen, obecnie w Bode-Museum, Berlin, ok. 1480
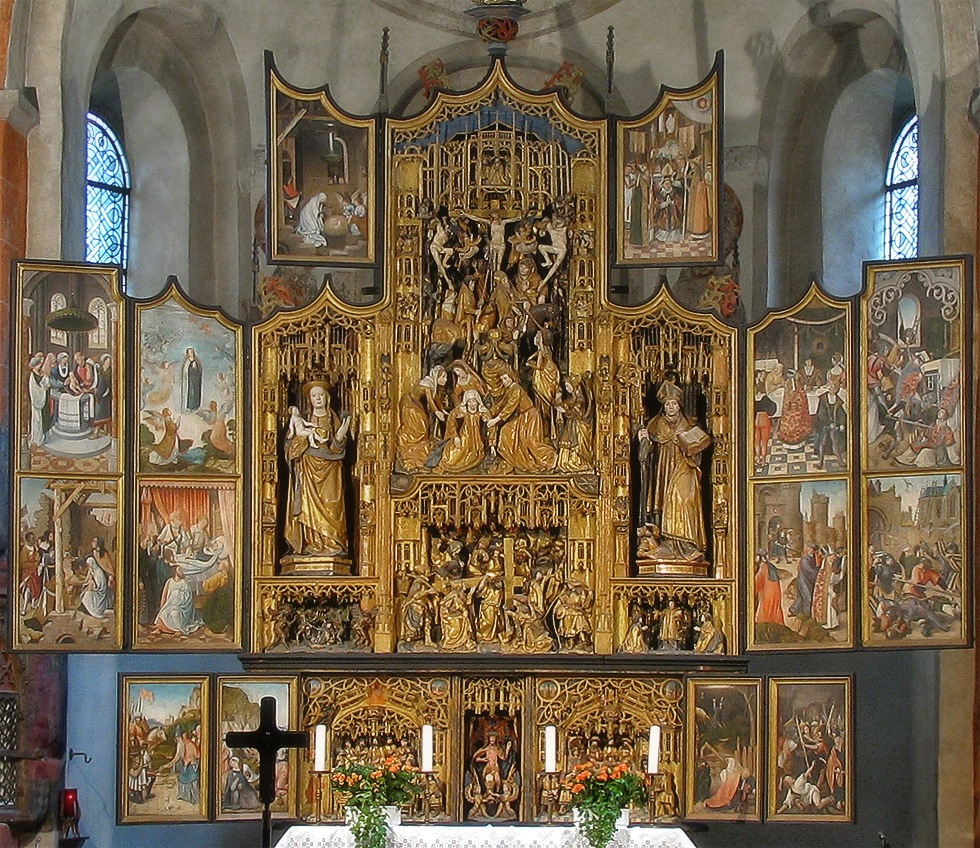
Ołtarz główny w kościele w Affeln, ok. 1525